# Saint-Martin-du-Clocher
 Saint-Martin-du-Clocher  là một xã ở tỉnh Charente phía tây nước Pháp. Xã này có diện tích 6,66 km², dân số năm 1999 là 139 người. Khu vực này có độ cao 143 mét trên mực nước biển.